# الوزير داجي

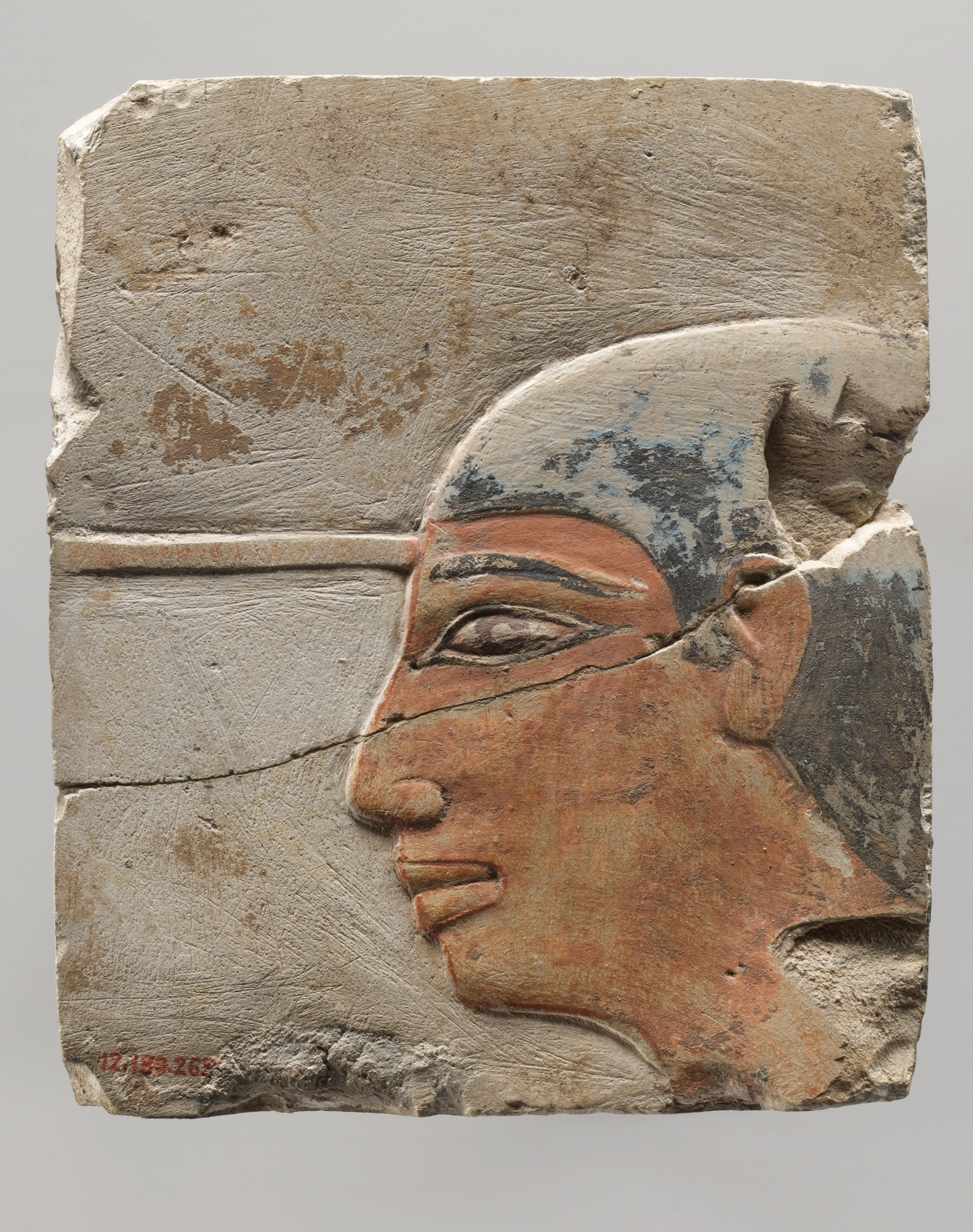
بقايا نقش مرسوم من مقبرته رقم TT103، و هي موجودة الآن في متحف متروبوليتان للفنون ، نيويورك

كان داغي وزيرًا مصريًا قديمًا في عهد الملك منتوحتب الثاني مؤسس الأسرة الحادية عشرة .
المعلومات المعروفة عن داجي مستمدة بشكل رئيسي من مقبرته الموجودة في طيبة الغربية رقم (TT103) التي كانت مزينة بالنقوش و الرسومات. النقوش لم يتبقى منها سوى بقايا صغيرة بينما يوجد بعض البقايا الكبيرة من الرسومات. و هو يظهر في زخرفة القبر بلقب الوزير. كما تم العثور على تابوته المزخرف في المقبرة (الموجود في المتحف المصري بالقاهرة) التي يظهر فيها بلقب مراقب البوابة. و على الأرجح كان ذلك هو منصبه قبل أن يصبح وزيراً. كما أن إسمه و ألقابه السابقة تظهر أيضاً على نقوش تم العثور عليها في معبد منتوحتب الثاني الجنائزي بالدير البحري. فهذه البقايا تقدم دليلاً واضحاً على أنه كان في منصبه تحت إمرة هذا الملك.

## المؤلفات
- جيمس ألين: كبار المسؤولين في المملكة الوسطى المبكرة. في: N. Strudwick ، J. Taylor (Hrsg. ): مقبرة طيبة. لندن 2003 ، ص. 22 (ردمك 0-7141-2247-5)
- ولفرام جرايتزكي: مسؤولو محكمة المملكة الوسطى المصرية ، لندن 2009 ص. 26 (ردمك 978-0-7156-3745-6)